# Harbor Isle
Harbor Isle és una concentració de població designada pel cens dels Estats Units a l'estat de Nova York. Segons el cens del 2000 tenia 1.334 habitants.

## Demografia
Segons el cens del 2000, Harbor Isle tenia 1.334 habitants, 490 habitatges, i 392 famílies. La densitat de població era de 2.861,4 habitants per km².
Dels 490 habitatges en un 32,9% hi vivien nens de menys de 18 anys, en un 70% hi vivien parelles casades, en un 6,9% dones solteres, i en un 20% no eren unitats familiars. En el 15,3% dels habitatges hi vivien persones soles el 9,6% de les quals corresponia a persones de 65 anys o més que vivien soles. El nombre mitjà de persones vivint en cada habitatge era de 2,72 i el nombre mitjà de persones que vivien en cada família era de 3,04.
Per edats la població es repartia de la següent manera: un 21,6% tenia menys de 18 anys, un 5,2% entre 18 i 24, un 26,7% entre 25 i 44, un 27,7% de 45 a 60 i un 18,8% 65 anys o més.
L'edat mediana era de 43 anys. Per cada 100 dones de 18 o més anys hi havia 88,5 homes.
La renda mediana per habitatge era de 78.977 $ i la renda mediana per família de 82.021 $. Els homes tenien una renda mediana de 70.833 $ mentre que les dones 44.792 $. La renda per capita de la població era de 30.192 $. Entorn de l'1,5% de les famílies i el 3,6% de la població estaven per davall del llindar de pobresa.